# Burton Albion Football Club 2009-2010
Questa voce raccoglie le informazioni riguardanti il Burton Albion Football Club nelle competizioni ufficiali della stagione 2009-2010. 

## Rosa
| N. |                        | Ruolo | Calciatore      |
| -- | ---------------------- | ----- | --------------- |
| 1  | Inghilterra (bandiera) | P     | Kevin Poole     |
| 2  | Inghilterra (bandiera) | D     | Paul Boertien   |
| 3  | Inghilterra (bandiera) | D     | Aaron Webster   |
| 4  | Inghilterra (bandiera) | C     | Michael Simpson |
| 5  | Galles (bandiera)      | D     | Tony James      |
| 6  | Irlanda (bandiera)     | C     | John McGrath    |
| 7  | Inghilterra (bandiera) | D     | Darren Stride   |
| 8  | Inghilterra (bandiera) | D     | Andrew Corbett  |
| 9  | Inghilterra (bandiera) | A     | Shaun Harrad    |
| 10 | Inghilterra (bandiera) | A     | Richard Walker  |
| 11 | Irlanda (bandiera)     | C     | Keith Gilroy    |
| 13 | Irlanda (bandiera)     | P     | Shane Redmond   |
| 14 | Inghilterra (bandiera) | C     | Marc Goodfellow |
| 15 | Inghilterra (bandiera) | D     | Ryan Austin     |

| N. |                         | Ruolo | Calciatore      |
| -- | ----------------------- | ----- | --------------- |
| 16 | Inghilterra (bandiera)  | C     | Russell Penn    |
| 17 | Inghilterra (bandiera)  | C     | Jimmy Phillips  |
| 18 | Inghilterra (bandiera)  | A     | Greg Pearson    |
| 19 | RD del Congo (bandiera) | C     | Jacques Maghoma |
| 20 | Inghilterra (bandiera)  | D     | Guy Branston    |
| 21 | Inghilterra (bandiera)  | A     | Dan Mendum      |
| 22 | Inghilterra (bandiera)  | A     | James Knowles   |
| 23 | Inghilterra (bandiera)  | D     | Aaron Brown     |
| 24 | RD del Congo (bandiera) | A     | Serge Makofo    |
| 25 | Inghilterra (bandiera)  | C     | Kieron Cadogan  |
| 26 | Inghilterra (bandiera)  | A     | Steve Kabba     |
| 27 | Inghilterra (bandiera)  | D     | Richard Jackson |
| 30 | Polonia (bandiera)      | P     | Artur Krysiak   |
|    | Inghilterra (bandiera)  | D     | Marc Edworthy   |